# Urbain Le Verrier
Urbain Jean Joseph Le Verrier  (11 de marzo de 1811 - 23 de septiembre de 1877) fue un matemático francés que se especializó en mecánica celeste. Su logro más importante fue su colaboración en el descubrimiento de Neptuno usando solo matemáticas y los datos de las observaciones astronómicas previas.

## Vida
Nació en Saint-Lô, Francia y estudió en la École polytechnique. Tras un breve periodo estudiando química con Louis Joseph Gay-Lussac, cambió su interés hacia la astronomía y, concretamente, hacia la mecánica celeste.
Trabajó en el observatorio de París la mayor parte de su vida, donde llegó a ser su director.
Tuvo esposa e hijos. Murió en París en 1877. Está enterrado en el Cementerio de Montparnasse. Un gran globo celeste de piedra se sitúa sobre su tumba.

## Trabajo

### Descubrimiento de Neptuno
Animado por el matemático François Arago, por entonces director del Observatorio de París, realizó los cálculos para explicar las diferencias observadas en la órbita de Urano y su comportamiento previsto por las leyes físicas de Kepler y Newton. Le Verrier le dio a Johann Gottfried Galle la posición del planeta y este lo localizó en septiembre de 1846; a menos de 1° de su situación prevista en la constelación de Acuario.
Al mismo tiempo, pero desconociéndolo Le Verrier, los mismos cálculos eran hechos por John Couch Adams en Inglaterra. Le Verrier anunció públicamente la situación del planeta predicho a la Academia Francesa el 31 de agosto de 1846. Dos días después, Adams informó de sus previsiones al Real Observatorio de Greenwich, que resultaron ser mucho menos precisas que las de Le Verrier (12º frente a 1º). Existió y todavía hoy aún existe polémica acerca de a quién atribuirle el mérito del descubrimiento de Neptuno: estudios recientes del material original que dejó Adams (y durante muchos años estuvo desaparecido en manos del astrónomo inglés Olin J. Eggen) parecen indicar que, en realidad, todo el mérito recae en el francés; al parecer se ocultó el material original de Adams para que ambos pudieran ostentar el honor del descubrimiento.
Le Verrier mandó el 18 de septiembre una carta con su predicción a Johann Galle, quien se encontraba en el Observatorio de Berlín. La carta tardó 5 días en llegar y el planeta fue descubierto la misma noche del 23 de septiembre con el telescopio refractor Fraunhofer de Berlín por Galle y Heinrich Louis d'Arrest a 1º de la localización predicha cerca del límite entre Capricornio y Acuario.

### Predicciones sobre Vulcano
Quizás espoleado por su descubrimiento, Le Verrier interpretó que la anomalía en la órbita de Mercurio consistente en un avance de su perihelio era debido a un planeta no descubierto al que se le llamó Vulcano. Esto activó una ola de falsos descubrimientos que duraron hasta 1915, cuando Einstein explicó el movimiento anómalo con su teoría general de la relatividad.
Los últimos 25 años de su vida los dedicó a establecer las órbitas de los 8 planetas.

## Homenajes
- Ganó la medalla de oro de la Real Sociedad Astronómica en 1868, y nuevamente en 1876.
- El cráter lunar Le Verrier, el cráter marciano Le Verrier, un anillo de Neptuno y el asteroide (1997) Leverrier llevan en su honor su nombre.
- Su nombre está grabado en la Torre Eiffel, formando parte de la lista de 72 nombres grabados en ella.